# アンリ・ルニョー
アンリ・ルニョー（Henri Regnault、1843年10月31日 - 1871年1月19日）はフランスの画家である。神話に題材を得た絵画や「オリエンタリズム」の絵画を描いた。普仏戦争で戦死した。

## 略歴
パリで生まれた。父親は有名な化学者、物理学者のアンリ・ヴィクトル・ルニョーであった。パリのエコール・デ・ボザールなどで、アントワーヌ＝アルフォンス・モンフォールやルイ・ラモットやアレクサンドル・カバネルらに学んだ。1863年からローマ賞に応募し、1863年には選ばれなかったが、1864年のサロン・ド・パリに2点が受理され、1866年になってローマ賞を受賞した。ローマに留学し、同僚のオーギュスト・ラギレルミー(Auguste Laguillermie)とスペインを旅した。1869年末からジョルジュ・クレランやジャン＝ジョセフ・バンジャマン＝コンスタンとモロッコのタンジェに滞在し、現地の風俗を題材に描いた。1870年のサロンに出展したプリム将軍の人物画と「サロメ」の絵は好評で、評論家のテオフィル・ゴーティエから賛辞が贈られた。

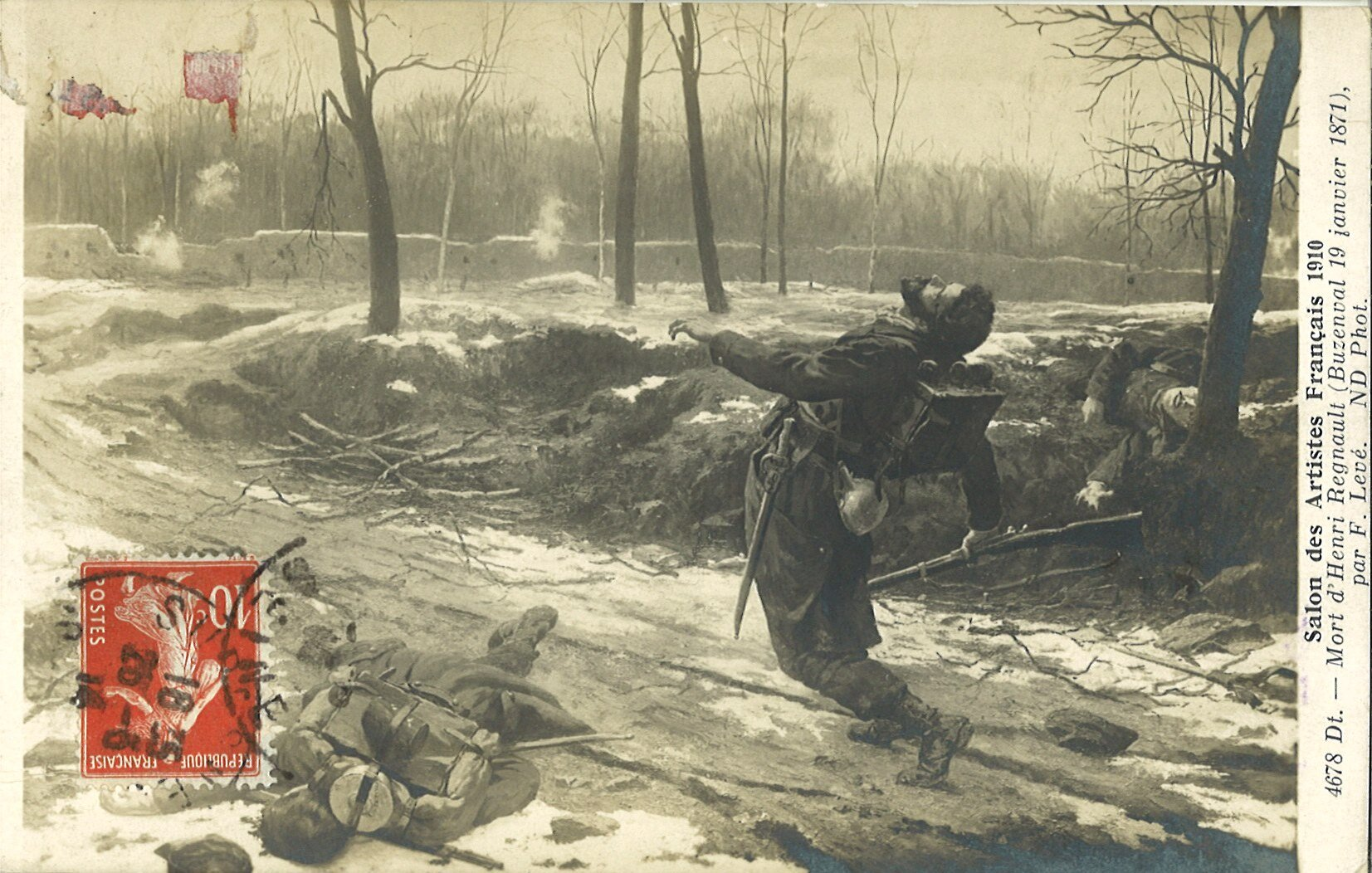
絵葉書にされた作者不詳のルニョーの戦死を描いた作品

1870年に普仏戦争が勃発するとフランスに戻り、プロイセン軍と戦った。1871年1月、パリ包囲戦のビュザンヴァルの戦いで、プロイセン軍の銃弾により戦死した。27歳であった。1871年にカミーユ・サン＝サーンスによって作曲された「英雄行進曲」は戦死したルニョーに献じられた。

## 作品

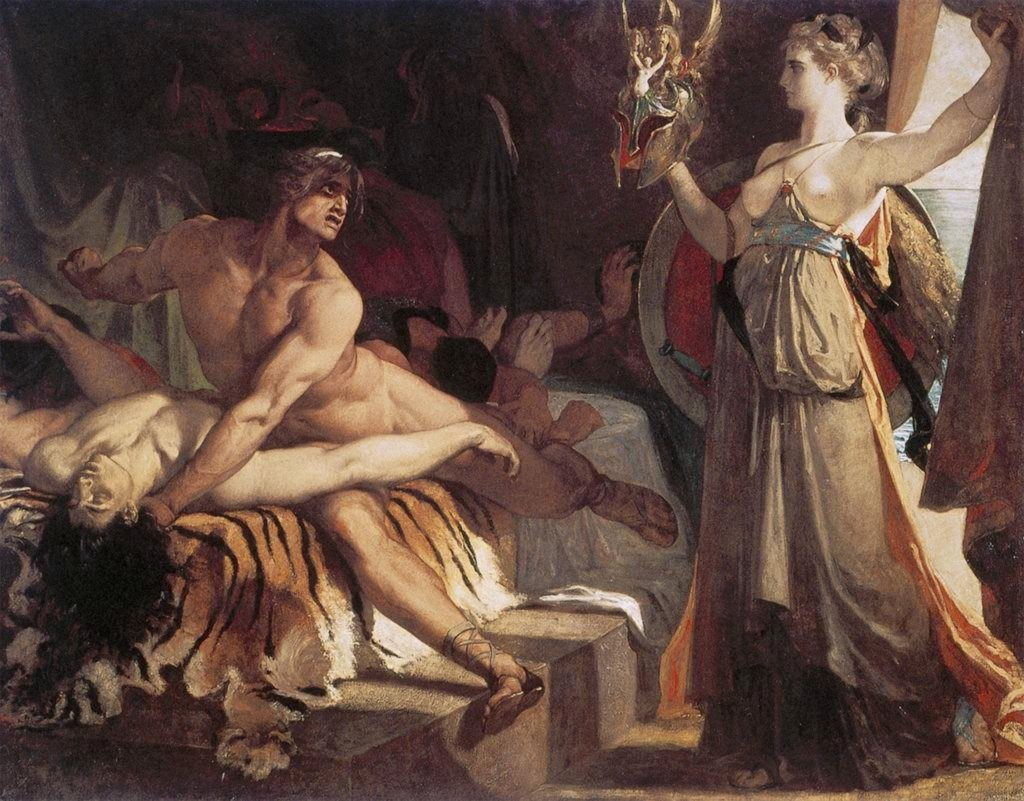
「アキレウスに武器を届けるテティス」(1866)
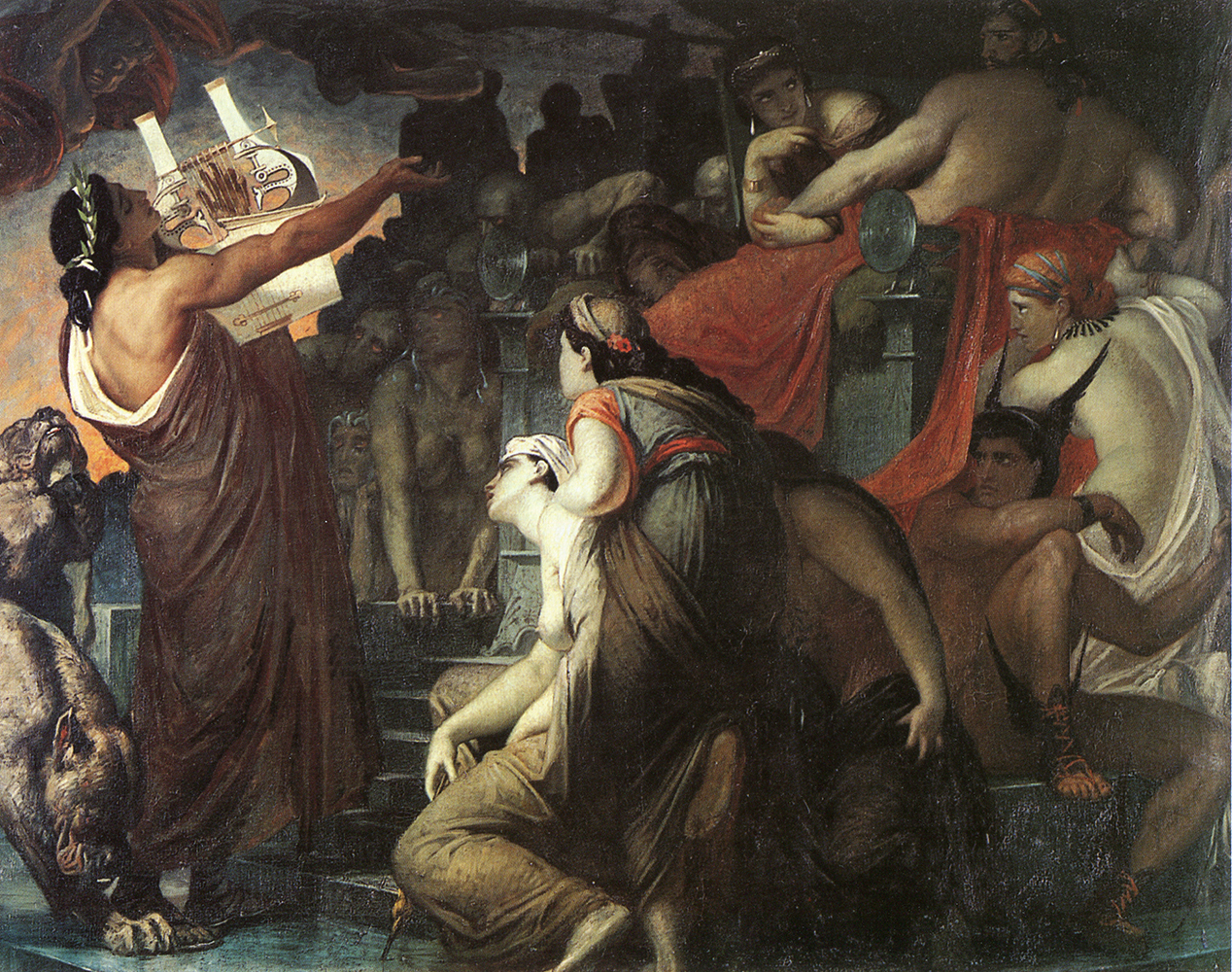
「地獄のオルフェウス」(1865)
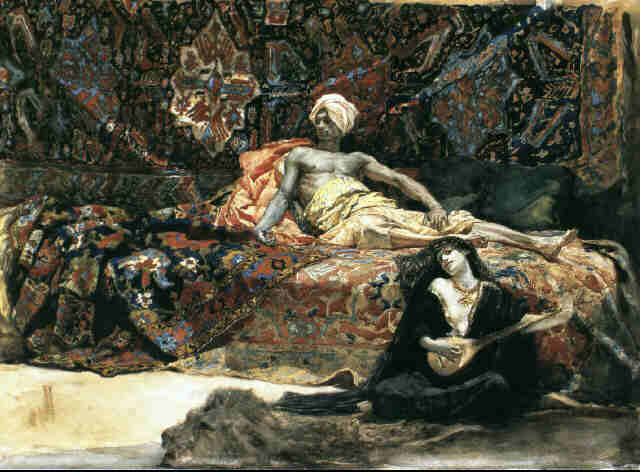
"Hassan et Namouna"「ハッサーンとナムーナ」 (1868)

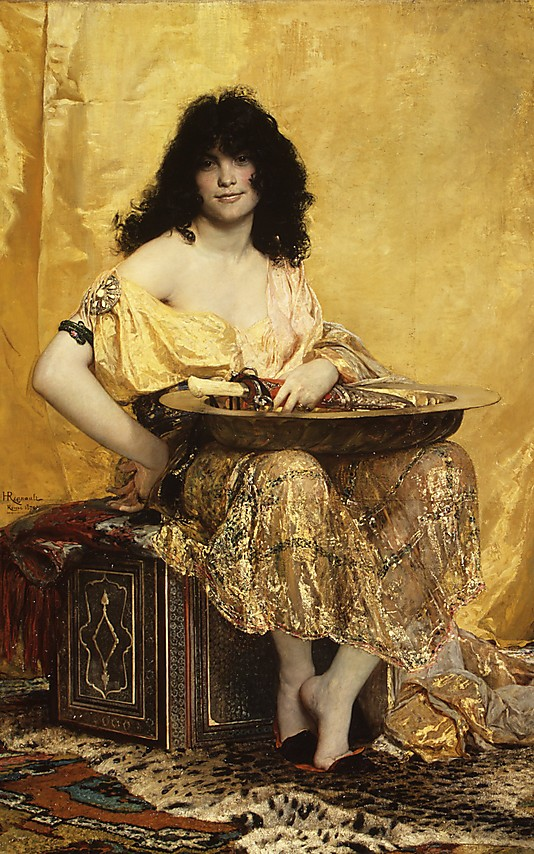
「サロメ」(1870)
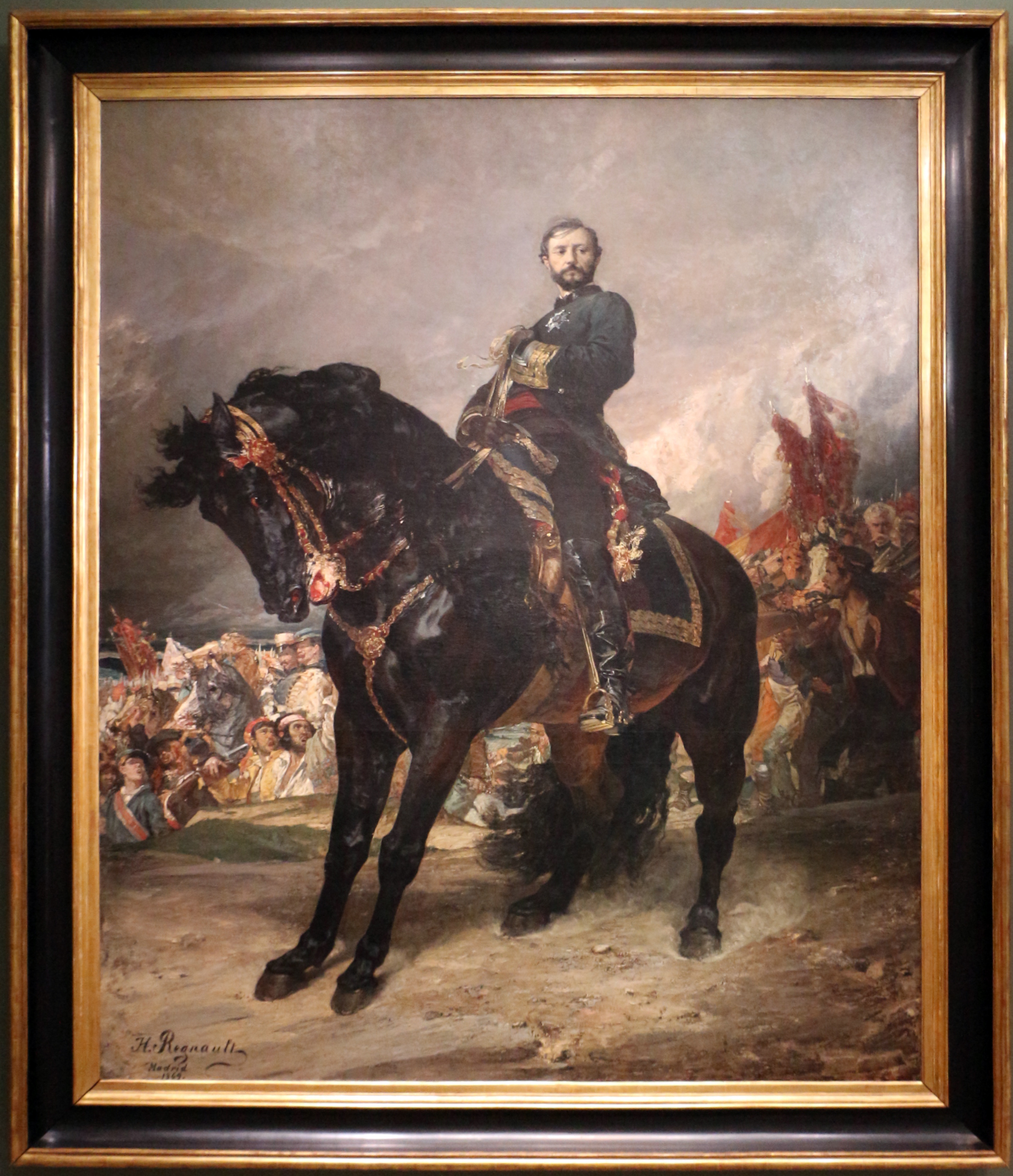
フアン・プリム
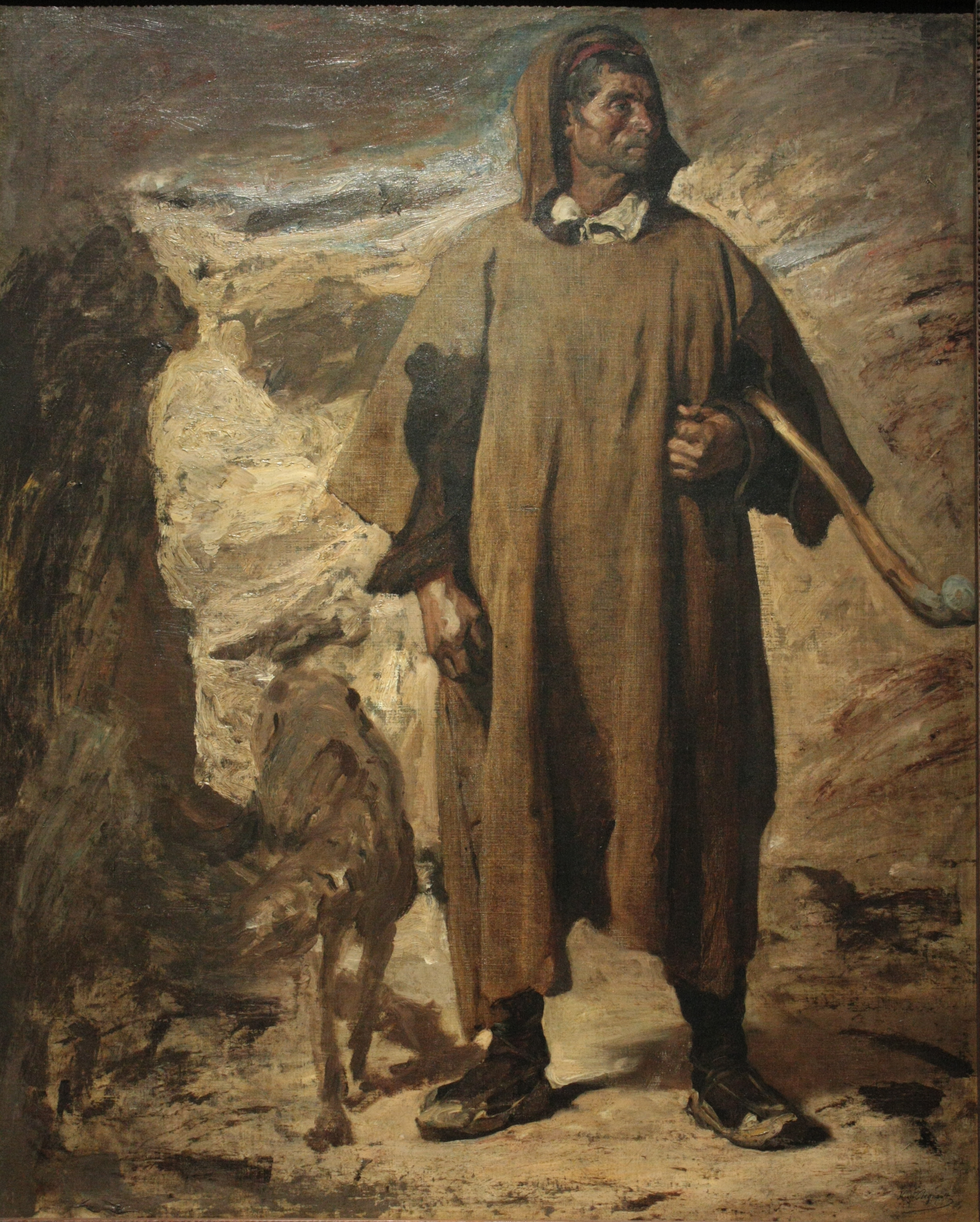
「カスティーリャの山の羊飼い」(1868)
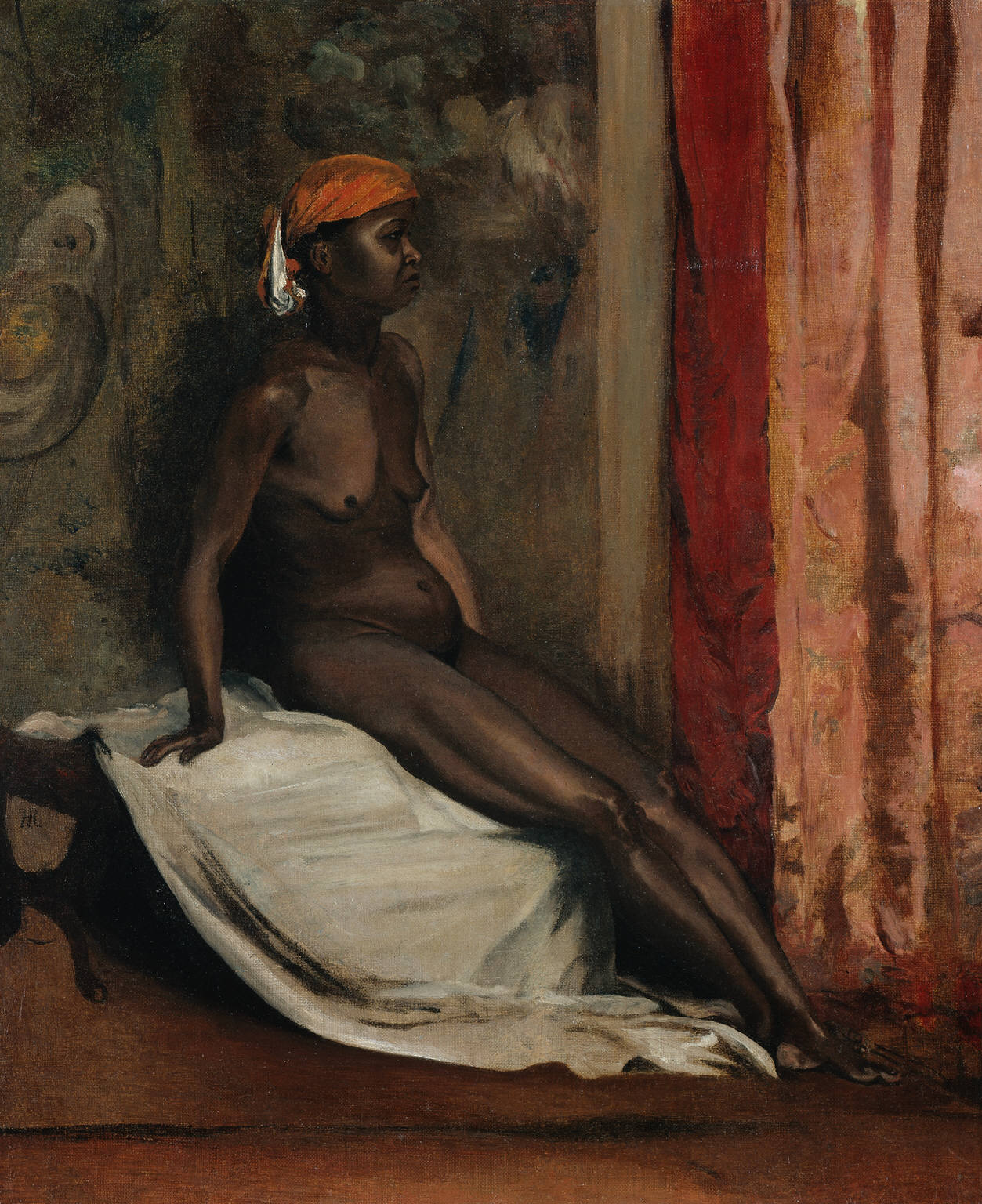
「アフリカの女」